# Elisabeth Brauß

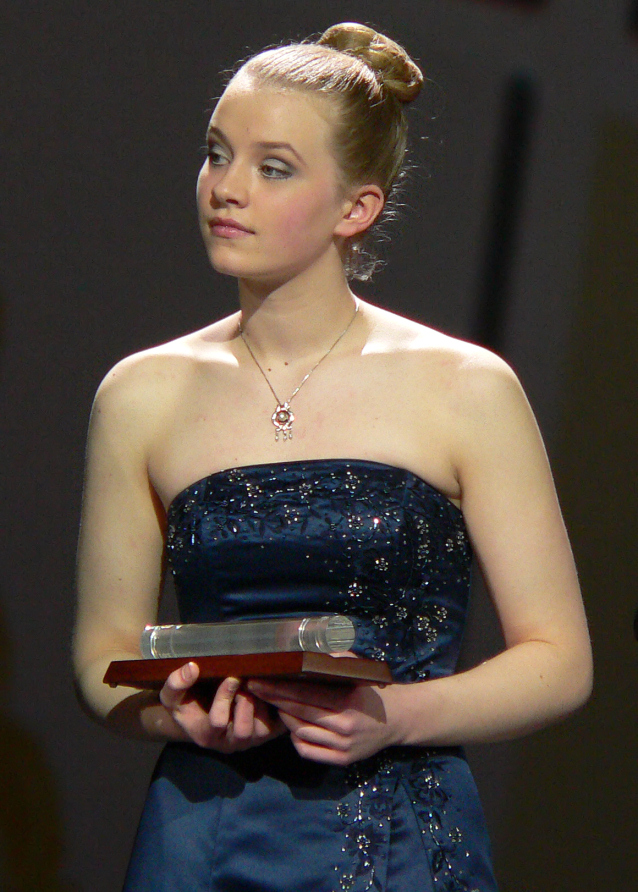
Elisabeth Brauß bei der Verleihung des Praetorius-Förderpreises Niedersachsen 2012

Elisabeth Brauß (* 19. Januar 1995 in Hannover) ist eine deutsche Pianistin.

## Leben
Elisabeth Brauß, Tochter des Musikhochschullehrers Martin Brauß, besuchte das Kaiser-Wilhelm- und Ratsgymnasium Hannover. Sie spielt seit ihrem vierten Lebensjahr Klavier. Mit 6 Jahren wurde sie in die Klavierklasse von Elena Levit aufgenommen. 2006 trat sie im Alter von elf Jahren im Rahmen des Symposions „Wunderkinder“ bei einem Kammerkonzert in der Hochschule für Musik und Darstellende Kunst Stuttgart auf.
Von 2007 bis 2010 war sie Jungstudentin am Institut zur Frühförderung musikalisch Hochbegabter (IFF) an der Hochschule für Musik und Theater Hannover. Von 2008 bis 2010 war sie in Hannover Studentin in den Klavierklassen von Elena Levit und Matti Raekallio. Seit 2010 studiert sie an der Hochschule für Musik, Theater und Medien Hannover (HMTMH) in der Klavierklasse von Bernd Goetzke.
Elisabeth Brauß errang 2002 und 2004 einen ersten Platz im Bundeswettbewerb „Jugend musiziert“. 2004, 2006 und 2007 gewann sie den „Internationalen Grotrian-Steinweg-Wettbewerb“. 2004 erhielt sie den ersten Preis in Hamburg beim Steinway-Klavierspiel-Wettbewerb.
Brauß spielte u. a. vor dem ehemaligen Bundespräsidenten und trat 2006 in der Ukraine, 2007 in den USA und 2008 in China auf.
Als Solistin trat sie u. a. mit den Dortmunder Philharmonikern, den Bochumer Symphonikern, dem Macao Youth Symphony Orchestra, der NDR Radiophilharmonie Hannover und der Deutschen Kammerphilharmonie Bremen auf.

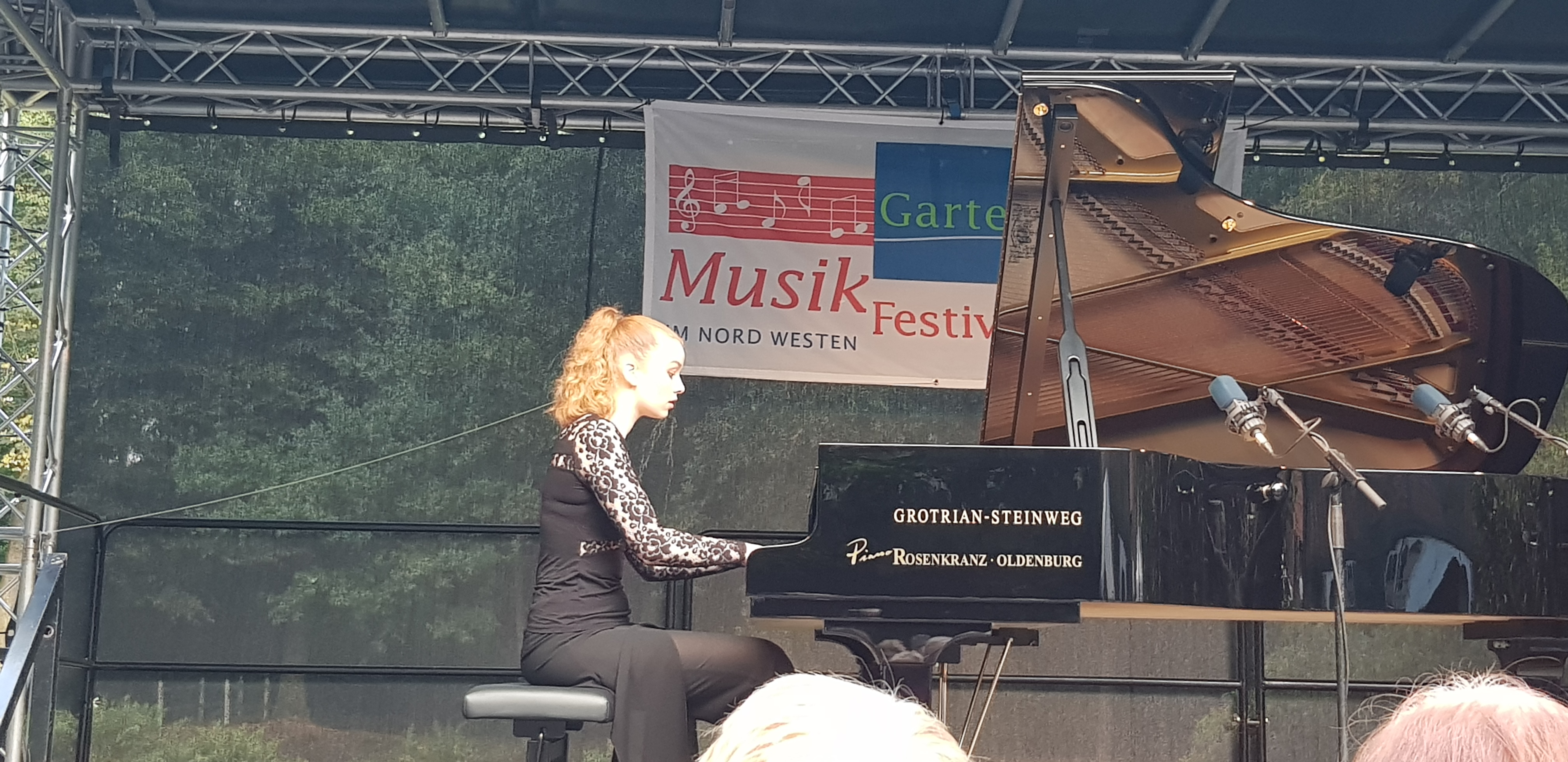
Elisabeth Brauß spielt beim GartenKultur-Musikfestival auf dem Rittergut Meyenburg auf einem Grotrian-Steinweg-Piano.

Am 24. März 2012 verlieh die  Niedersächsische Kulturministerin Johanna Wanka im Schauspielhaus Hannover ihr den Praetorius-Förderpreis Niedersachsen 2012.
2013 gewann sie den  TONALi Grand Prix; als Siegerin spielte sie im Finalkonzert im August 2013 mit der Deutschen Kammerphilharmonie Bremen das Klavierkonzert Nr. 3, c-Moll, op. 37 von Ludwig van Beethoven in der Hamburger Laeiszhalle. Seit 2014 ist sie außerdem Stipendiatin der Studienstiftung des Deutschen Volkes. 2015 gewann sie den ersten Preis bei dem Wettbewerb „Ton und Erklärung“ in Frankfurt und spielte im Finale gemeinsam mit dem hr-Sinfonie-Orchester. 2016 gewann sie den Wettbewerb Kissinger Klavierolymp. 
Im Jahr 2017 erschien ihre Debüt-CD mit Werken von Beethoven, Prokofiev, Chopin und Denhoff bei OehmsClassics, die unter anderem mit einem „Editor’s choice“ des britischen Gramophone-Magazins ausgezeichnet wurde. Für die Saisons 2018/19 und 2019/20 wurde sie als eine von sechs Musikern und Musikerinnen für das BBC New Generation Artist Scheme ausgewählt.